# مات دوتشيني
مات دوتشيني (من مواليد 16 يناير 1991) هو لاعب هوكي الجليد الكندي محترف لفريق دالاس ستارز التابع لدوري الهوكي الوطني. لعب سابقاً لصالح فريق كولورادو أفالانش وأوتاوا سيناتورز وناشفيل بريداتورز. حصل على الميدالية الذهبية مع كندا في دورة الألعاب الأولمبية الشتوية 2014.

## الإنجازات
حصل مات دوتشيني على الميدالية الذهبية مع منتخب كندا في دورة الألعاب الأولمبية الشتوية 2014.

## الحياة الشخصية
وُلد دوتشيني في هالبرتون، أونتاريو، ونشأ وهو يلعب الهوكي منذ صغره. وهو معروف بشغفه بالهوكي منذ الطفولة وتفانيه في تطوير مهاراته.